# Satake Masayoshi
Satake Masayoshi (佐竹昌义, , 1081-1147) foi um samurai do Período Heian . Neto de Minamoto no Yoshimitsu , Masayoshi morava da Província de Hitachi e foi o fundador do Clã Satake . Ele foi morto em batalha por Minamoto no Yoshikuni em  1147 